# Allen Ravenstine
Allen Ravenstine (* 9. května 1950) je americký hudebník. V roce 1975 byl jedním ze zakládajících členů kapely Pere Ubu. Ve skupině vydržel až do jejího rozpadu v roce 1982. Do té doby s ní vydal pět studiových alb. V roce 1987 byla obnovena, avšak Ravenstine jí již roku 1989 po vydání dvou dalších alb opustil (podílel se ještě na jednom, avšak jen zčásti). V roce 1975 nahrál sólové album Terminal Drive, které po řadu let nevyšlo oficiálně jako celek. V roce 1983 získal pilotní licenci, následně pracoval jako letový instruktor a později pilotoval charterové lety. Po odchodu z Pere Ubu se hudbě dlouhodobě nevěnoval. V roce 2012 byl pozván, aby přispěl do dokumentárního filmu I Dream of Wires. Následně se opět začal hudbě věnovat a ve spolupráci s Robertem Wheelerem vydal dvě alba. V roce 2015 vydal sólové album The Pharoah's Bee.